# Conwentzia sabae
Conwentzia sabae är en insektsart som beskrevs av György Sziráki 1997. Conwentzia sabae ingår i släktet Conwentzia och familjen vaxsländor. Inga underarter finns listade i Catalogue of Life.